# Бенедетта Кальярська
Бенедетта I (італ. Benedetta di Cagliari; бл. 1194–1232/1233) — правителька Кальярського юдикату в 1214—1232 роках.

## Біографія
Походила з роду Обертингів. Старша донька Вільгельма Салусіо IV, юдика Кальярі і Арбореї, та Аделасії Маласпіни. Народилася близько 1194 року. 1211 року вийшла заміж за Баризона III, номінального юдика Арбореї.
У січні або лютому 1214 року після смерті батька оголошується новою володаркою Кальярі. У червні робить чоловіка співюдиком Кальярі. Втім той більше уваги приділяв Арбореї, де став справжнім правителем. Спрямувала зусилля на протидію засиллю пізанців у своєму юдикаті, підтримуючи сардинську знать. Це викликало невдоволення пізанської Сеньйорії. У 1215 році проти неї виступив Ламберто Вісконті, юдик Галлури. Бенедетта зазнала поразки й вимушена була тікати. Спроба у 1216 році укласти мирну угоду виявилася невдалою. Умберто Вісконті, подеста Пізи, захопив порт Кальярі.
У 1217 році останній змусив юдикиню визнати зверхність пізанської республіки. Втім того ж року вона утворила антипізанську коаліцію у складі Баризона III, юдика Арбореї (її чоловіка), Коміти I, юдика Торресу, Генуезької республіки, Папського престолу. Втім невдовзі помер чоловік Бенедетти, й вона знову почала перемовини з Убальдо Вісконті, який 1218 переконав її вийти заміж за Ламберто Вісконті, що й відбулося 1220 року. Але папа римський Гонорій III 1223 року анулював цей шлюб.
У грудні 1224 року Бенедетта відновив омаж Гоффредо, папському легату. Вона погодилася платити щорічну данину в 20 фунтів срібла і не укладати жодного іншого шлюбу без папського схвалення та благословення. Також у разі її смерті Кальярський юдикат мав би успадкувати Папський престол.
У 1225 році допомагала синові Вільгельму у протистоянні з Арборейським юдикатом, що зрештою завершилося 1228 року на його користь. У 1230 році перебирається до родинного замку Масса, де померла 1232 або 1233 року.

## Родина
1. Чоловік — Баризон III. юдик Арбореї.
Діти:
- Вільгельм Салусіо (бл. 1214—1254), юдика Кальярі
- Марія

2. Чоловік — Ламберто Вісконті, юдик Галлури.
Дітей не було.
3. Чоловік — Енріко де Чеола.
Дітей не було.
4. Чоловік — Рінальдо де Гранді.
Дітей не було.